# 西千曳駅
西千曳駅（にしちびきえき）は、かつて青森県上北郡東北町大平にあった、南部縦貫鉄道南部縦貫鉄道線の駅である。同線の廃線とともに廃駅となった。

## 概要
もともとは、1910年に東北本線（後に青い森鉄道線）千曳駅として開設された。1962年に南部縦貫鉄道が乗り入れて開業している。
その後、1968年10月1日ダイヤ改正に間に合わせるため東北本線の電化・複線化が推進されたが、その過程でこの地域の線路が移設されることになり、千曳駅も南東へ移動した。しかし、南部縦貫鉄道では当時の東北本線の旧線を日本国有鉄道（国鉄）から借用して野辺地駅へ乗り入れることにし、かつての千曳駅もそのまま残すことにした。このとき、西千曳駅と改称されている。
1986年に七戸寄りへ移設され、1997年に路線休止で休駅、2002年の廃止で廃駅となった。

## 歴史
- 1910年（明治43年）11月15日：鉄道院（国有鉄道）の千曳駅として開設。
- 1962年（昭和37年）10月20日：南部縦貫鉄道開業。
- 1968年（昭和43年）8月5日：東北本線の線路移設に伴い千曳駅は現在地に移転。旧千曳駅は、南部縦貫鉄道の西千曳駅となった。
- 1986年（昭和61年）9月16日：七戸寄りに移設。
- 1997年（平成9年）5月6日：休止。
- 2002年（平成14年）8月1日：廃止。

## 駅構造
廃止直前は、単式ホームに大型の待合室がある無人駅であった。
1986年の駅移転前は、東北本線時代の駅舎がそのまま使われ、広い構内と有効長の長いホームに単行運転のレールバス（キハ10形）が停車するという状況となっていた。
千曳駅よりは集落の中心に近かったが、さらに集落の近くを通る十和田観光電鉄バスのほうが本数が多いことから、利用客は少なかった。

## 隣の駅
南部縦貫鉄道
南部縦貫鉄道線
野辺地駅 - 西千曳駅 - 後平駅